# Synagoge Oberwart

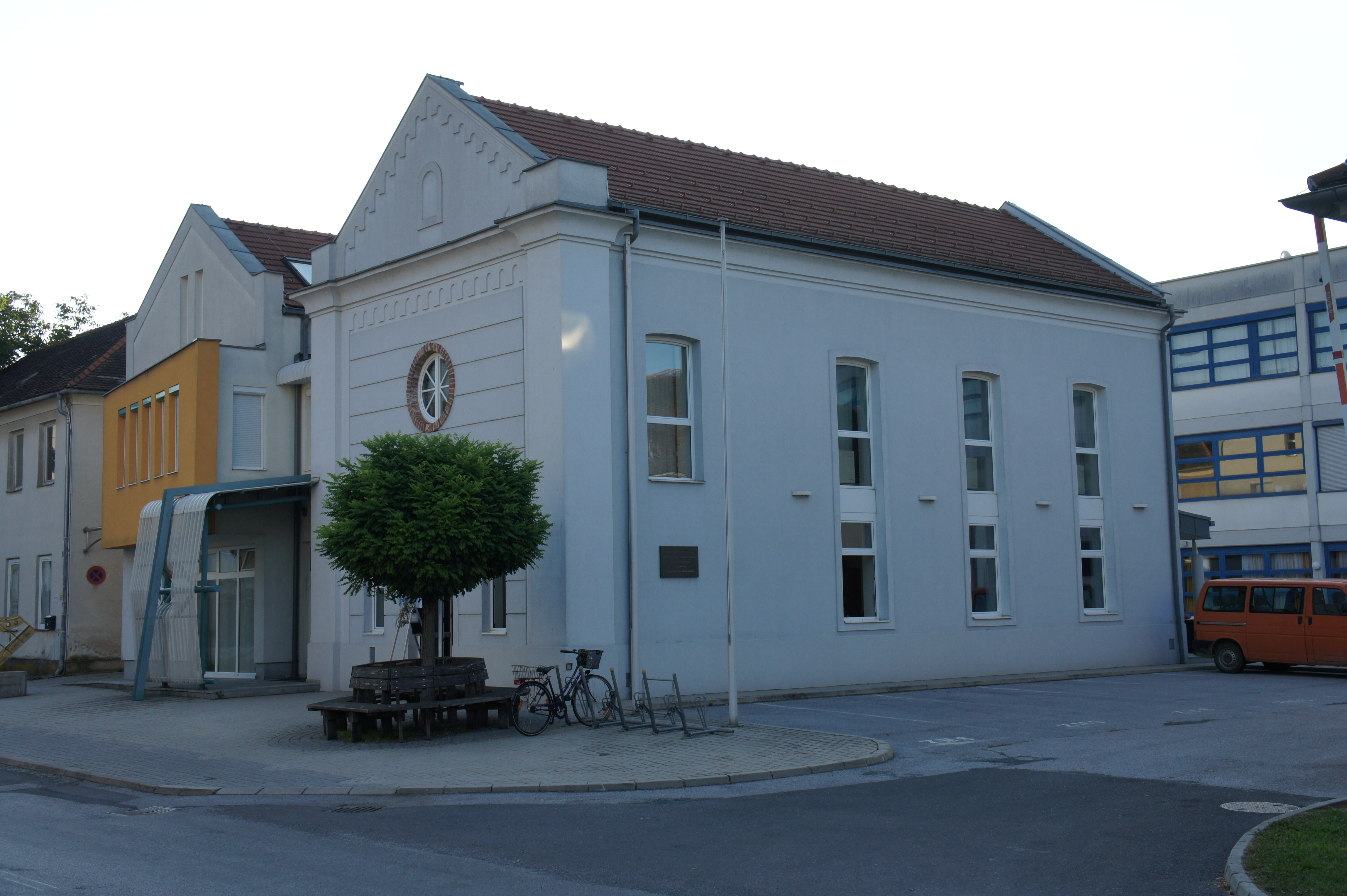
Ehemalige Synagoge in Oberwart

Die Synagoge Oberwart ist eine ehemalige Synagoge in der Stadt Oberwart im Burgenland. Seit 1997 ist hier die Zentralmusikschule Oberwart untergebracht. Das unter Denkmalschutz stehende Gebäude gehört zusammen mit dem Israelitischen Friedhof und dem ehemaligen Rabbinatshaus zu den einzigen sichtbaren Relikten einer einst blühenden jüdischen Gemeinde.

## Geschichte
Im Jahre 1902 bildete sich ein Ausschuss, welcher ein eigenes jüdisches Bethaus in Oberwart bestrebte. Der Grundstein wurde am 1. Juni 1904 in der damaligen Tempelgasse nahe der Evangelischen Kirche A. B. gelegt und am 6. November 1904 fand die Einweihung der Synagoge statt. Bewegende Hintergründe waren vermutlich zum einen die stetige Zunahme an Gemeindemitgliedern, welche mehr Platz für die Gläubigen forderte, zum anderen wurde vermutlich ein sichtbares Zeichen der Emanzipation gegenüber der Muttergemeinde Stadtschlaining gesetzt. Mit circa 120 Sitzplätzen war die Synagoge ein ebenerdiger Bau. Die Synagoge war innen einfach eingerichtet. Der Baldachin für die Tora war von Josef Weigl gewidmet worden.
Die Synagoge musste nach dem Anschluss Österreichs an das Deutsche Reich geräumt werden. Zu dieser Zeit gab es 14 Torarollen, die wahrscheinlich nach Wien gebracht wurden. Danach wurde das Gebäude für verschiedene Zwecke, wie zum Beispiel als Feuerwehrrequisitenhaus, verwendet. Im Jahr 1940 wurde die Synagoge von der Stadtgemeinde Oberwart/Felsőőr arisiert.
Im Jahre 1946 wurde die Enteignung der Synagoge vom Bürgermeister der Stadtgemeinde bestätigt. 1953 wurde das ehemalige Gebetshaus samt angrenzendem Wohnhaus der IKG an die Gemeinde verkauft. Auf Initiative der IKG Graz wurde 1989 eine Gedenktafel mit folgender Aufschrift an der Außenwand der Synagoge angebracht: 

„Zum Gedenken an den Leidensweg unserer ehemaligen jüdischen Mitbürger. Hier stand ihr Bethaus. Es wurde 1938 von den Nationalsozialisten zerstört.“

## Nutzung als Zentralmusikschule
Durch die steigende Schüleranzahl an der Musikschule Oberwart wurde 1996 durch den Gemeinderat, unter der Führung des Bürgermeisters Michael Racz,  beschlossen, die Zentralmusikschule von ihrem ehemaligen Standort in der Evangelischen Kirchengasse in die umgebaute und durch einen Zubau erweiterte Synagoge zu verlegen. In diesem Jahr waren bereits 318 Schüler in der Musikschule eingeschrieben und 18 Lehrkräfte beschäftigt.
Die feierliche Eröffnung der neuen Zentralmusikschule, wo zahlreiche Ehrengäste, wie Landeshauptmann Karl Stix, anwesend waren, wurde am 3. Oktober 1997, genau 50 Jahre nach der Gründung der Musikschule, zelebriert.